# Monde du Diamant
Le mandala du Monde du Diamant (sanskrit : वज्रधातु, romanisation IAST : Vajradhātu ; chinois simplifié : 金刚界 ; chinois traditionnel : 金剛界 ; pinyin : Jīngāng jiè ; translittération du chinois en japonais : kongōkai (金剛界)), est une figure iconographique du vajrayana (véhicule de diamant, ou bouddhisme tantrique). Son pendant est le monde de la matrice.
On le trouve dans certains temples en Chine, comme le Pagode de diamant du temple Miaozhan à Kunming, dans la province du Yunnan.

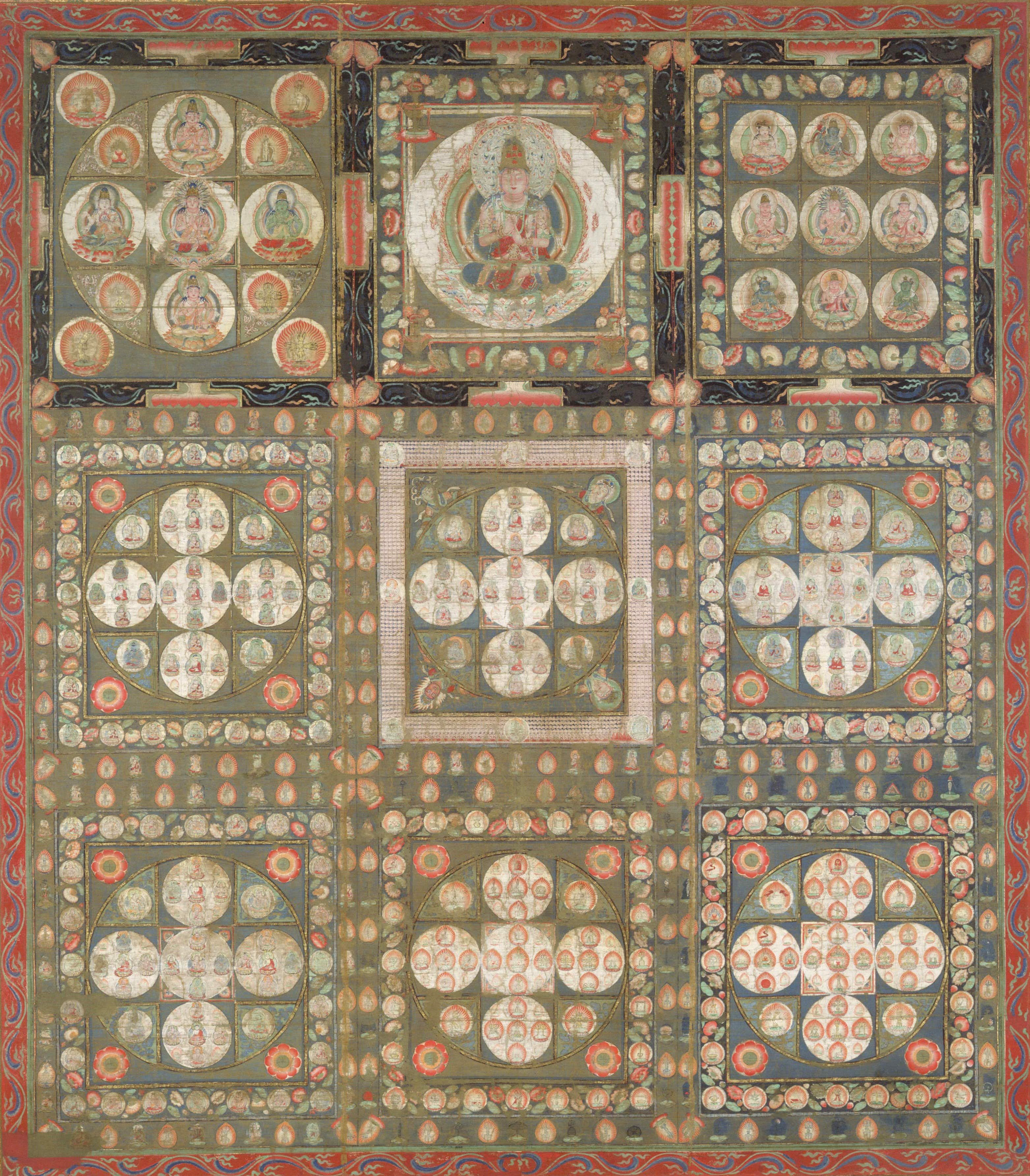
Mandala du Monde du Diamant. 899. Rouleau suspendu. Couleurs sur soie, 183 x 154 cm. Kyōōgokokuji, Kyoto

Utilisé par l'école tantrique japonaise Shingon et certaines branches de Tendai, il est apposé au mur ouest des temples. Il contient 1 461 déités réparties en neuf groupes représentant les degrés successifs de progrès spirituel ; le bouddha Vairocana occupe le sommet. Il représente la conscience, sixième élément de l'univers, le vajra (diamant), le soleil couchant, l'enseignement du dharma, le masculin.
Son pendant, le mandala taizōkai est apposé au mur est des temples Shingon.